# Argyrie
Argyrie (afgeleid van het Griekse αργύρος, argyros, zilver) is een dermatologische aandoening waarbij de huidkleur verandert naar blauw of blauwgrijs. De ziekte wordt veroorzaakt door het binnenkrijgen van elementair zilver, zilverstof of zilververbindingen (zilvernitraat, zilverbromaat, zilverjodide).
Argyrie kan optreden als gegeneraliseerde argyrie of lokale argyrie.
Na inname hopen zilverzouten zich op in de huid, waar ze door zonlicht worden geoxideerd, via hetzelfde proces dat foto's doet ontwikkelen. De verkleuring is het eerst zichtbaar in de vingernagels, geleidelijk verspreidt het zich naar gelaat en tandvlees, en uiteindelijk is het hele lichaam aangedaan.
De huidverkleuring is naar alle waarschijnlijkheid onomkeerbaar, aangezien het zilver zich ophoopt in de diepste huidlagen. Chirurgische verwijdering van de bovenste huidlagen, zoals sommige patiënten ondergaan, heeft daarom geen enkele zin, net zomin als lasertherapie.

## Geschiedenis en voorkomen
De aandoening kwam voor rond het einde van de 19e en het begin van de 20e eeuw, toen zilveroplossingen veel werden gebruikt in de geneeskunde. In de laatste decennia zijn de meeste gevallen van argyrie toe te schrijven aan consumptie van zelfgemaakt colloïdaal zilver als een alternatieve geneeswijze. Ook komt argyrie voor bij mensen die via voeding (bijvoorbeeld via tafelzilver) of via de lucht (fabrieksarbeiders in een fabriek waar zilver wordt verwerkt) gedurende een lange periode zilver binnenkrijgen.
Argyrie is voornamelijk een cosmetisch probleem. Afgezien van de huidverkleuring treden er geen andere (negatieve) symptomen op. Argyrosis is een soortgelijke aandoening (zilverstapeling) in het oog. Een andere verwante aandoening is chrysiasis (huidverkleuring als gevolg van goudophoping in de huid).